# Julia Engelmann
Julia Engelmann, född 13 maj 1992 i Elmshorn, är en tysk skådespelare, sångare och poet.
Medan Engelmann är född i Elmshorn, är hon uppväxt i Bremen. Mellan 2006 och 2010 fick hon sitt tidiga genombrott som scenskådespelare vid Theater Bremen.
Engelmanns filmdebut var i en liten biroll som Amber i Summertime Blues i regi av Marie Reich. Filmen fick premiär år 2009. Mellan 2010 och 2012 spelade hon rollen som ishockeyspelare Franziska Steinkamp i RTL-såpoperan Alles was zählt. Engelmanns poetry slam-uppträdande vid Bielefelds universitet i samband med Bielefelder Hörsaalslam i maj 2013 lockade en stor internetpublik i hela Tyskland och gjorde henne till en framträdande estradpoet. Hon illustrerar sina diktböcker själv och fungerar dessutom som ljudboksinläsare i de egna ljudböckerna.
År 2015 medverkade hon som Line i filmen Ich bin dann mal weg i regi av Julia von Heinz. Filmen är en filmatisering av en bok av Hape Kerkeling som är en reseberättelse som handlar om Jakobsleden till Santiago de Compostela.
Som musiker debuterade hon 2017 med Poesiealbum som nådde topp 10 på den tyska albumlistan. Uppföljaren Splitter utkom år 2023.
År 2018 hade hon ytterligare en liten biroll som Ariane i filmen Asphaltgorillas i regi av Detlev Buck.

## Diskografi
Studioalbum
- 2017 – Poesiealbum
- 2023 – Splitter